# Ogi Ike
Ogi Ike (von japanisch 扇池 ‚Fächersee‘) ist ein kleiner See an der Prinz-Harald-Küste des ostantarktischen Königin-Maud-Lands. Auf der Halbinsel Skarvsnes am Ostufer der Lützow-Holm-Bucht liegt er am südwestlichen Rand eines Hügels im Südwesten des Kizahashi Beach. 
Japanische Wissenschaftler benannten ihn 2012 deskriptiv.